# Heringsfischerei Dollart

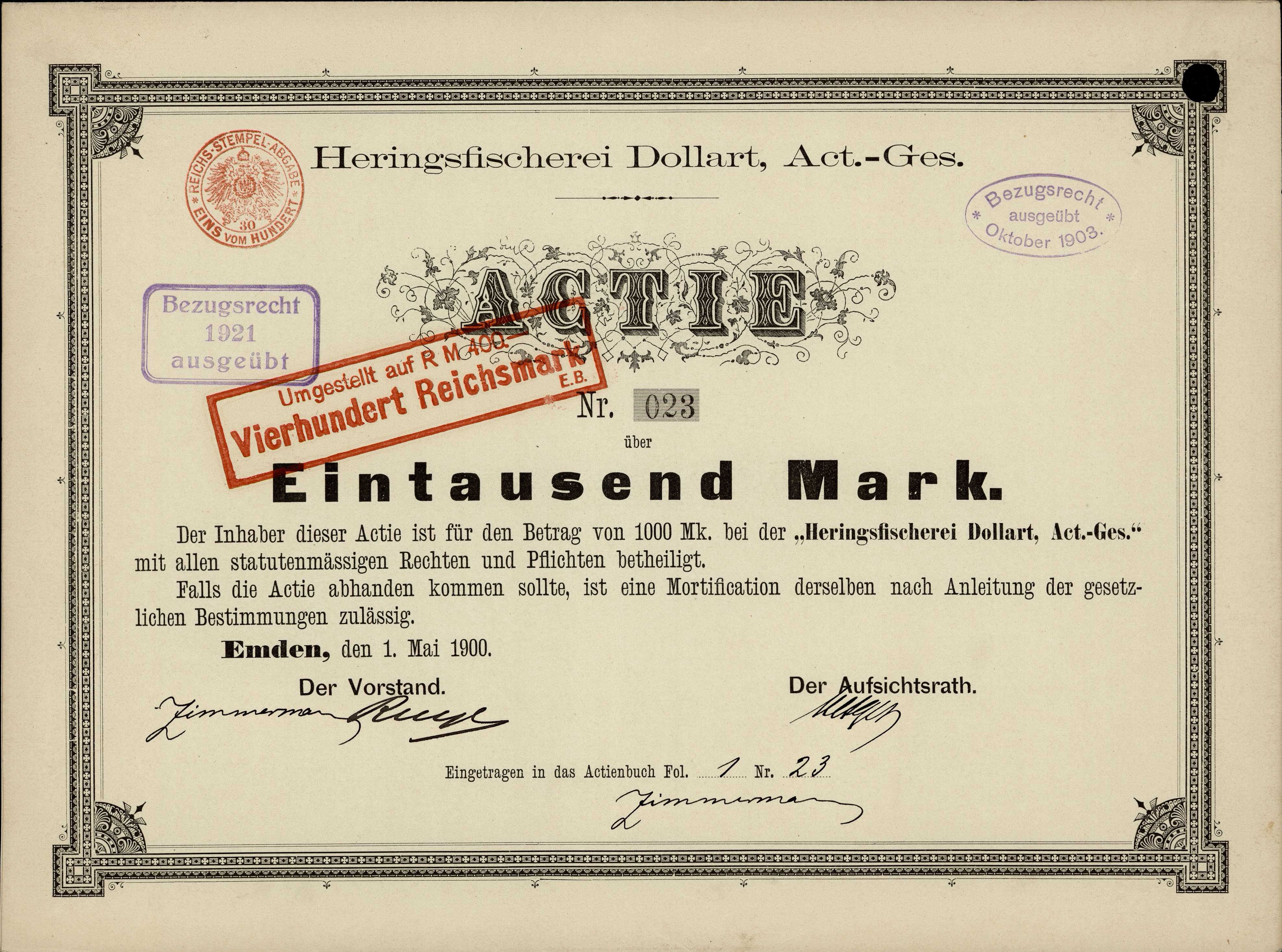
Erste Aktien der Heringsfischerei Dollart vom 1. Mai 1900

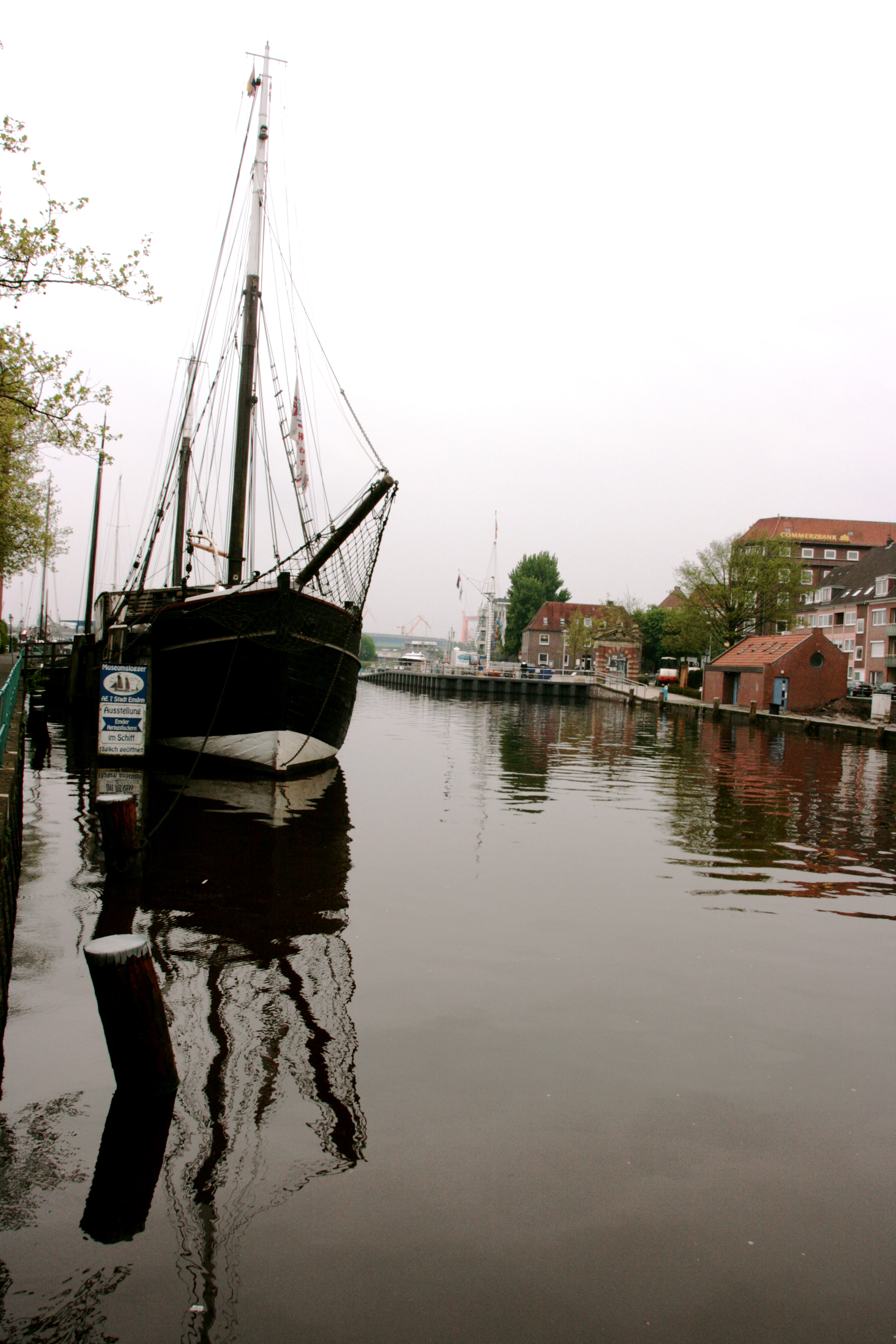
Heringslogger Stadt Emden im Emder Museumshafen

Die Heringsfischerei Dollart AG in Emden war eine Loggerfischerei. Sie wurde 1899 gegründet und 1950 mit der Großer Kurfürst Heringsfischerei verschmolzen.
Der eigentliche Heringsfang wurde 1900 mit elf Loggern begonnen und beständig ausgebaut. 1907 waren es 17 und 1914 bereits 19 Logger, die die Treibnetzfischerei betrieben. Nach im Ersten Weltkrieg erlittenen Schiffsverlusten wurde 1927 bereits wieder mit neun Loggern gefischt, davon je vier Segel- und Dampflogger und ein Motorlogger. Nach 1927 wurde die Flotte modernisiert, indem einerseits die Segellogger ausgemustert, andererseits bis 1934 aus einem staatlich geförderten Neubauprogramm fünf neue Motorlogger in Dienst gestellt wurden. 1939 fuhren sechs Dampflogger und sieben Motorlogger für die Heringsfischerei Dollart. Davon gingen zwei Motorlogger und ein Dampflogger im Zweiten Weltkrieg verloren.
Am 14. Dezember 1950 wurde die Gesellschaft mit der 1904 ebenfalls in Emden gegründeten Großer Kurfürst Heringsfischerei verschmolzen, denn die Aktienmehrheit beider Gesellschaften lag bei der Reederei Schulte & Bruns. Dabei brachte die Heringsfischerei Dollart 10 Logger in die gemeinsame Flotte ein. Sinkende Wirtschaftlichkeit führte dann 1969 zur Aufgabe der Emder Loggerfischerei.